# Тахиметр

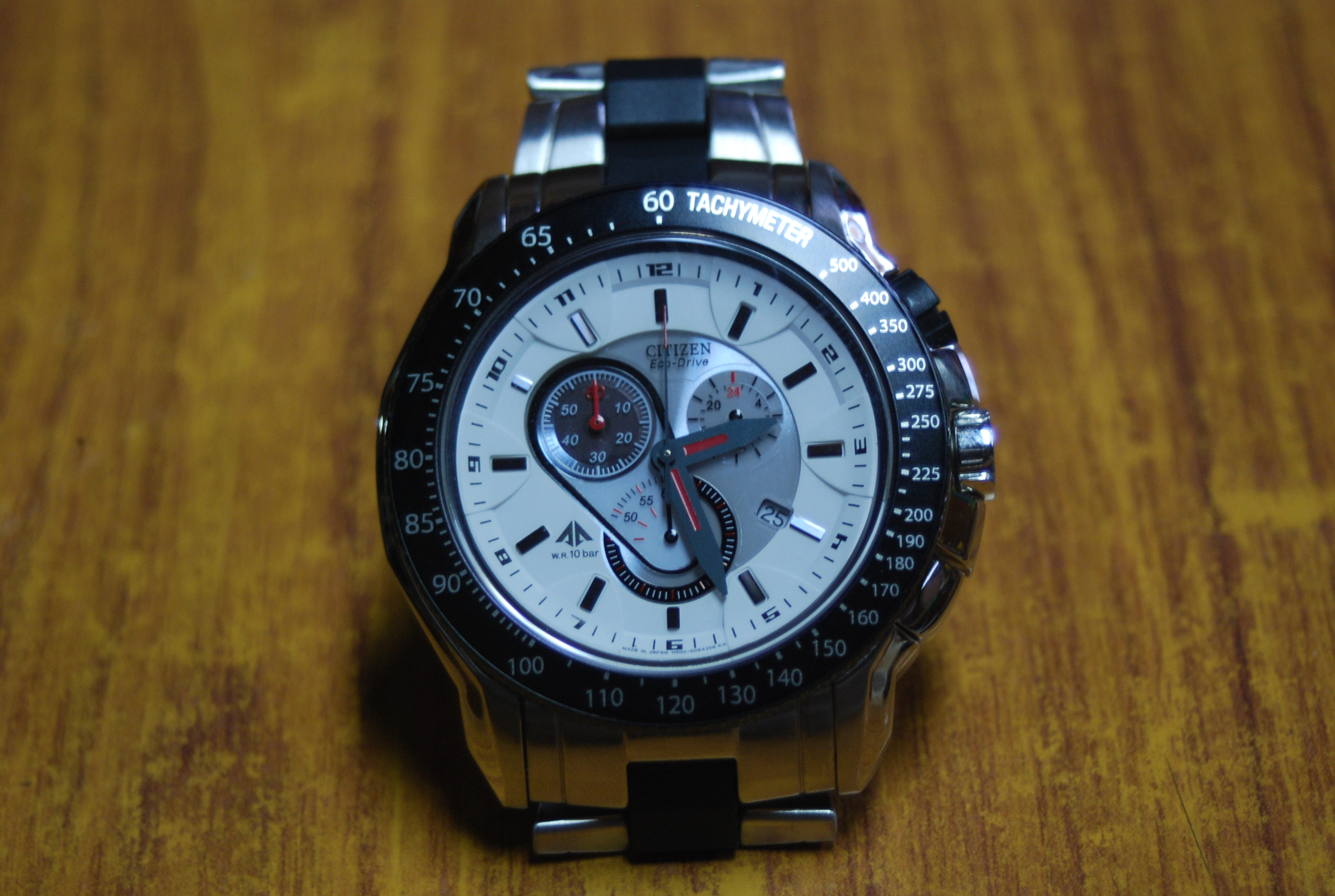

Тахиметр (от др.-греч. ταχύς «быстрый» и μετρέω «измеряю») — название шкалы, расположенной по ободку многих современных часов (чаще всего встречается на хронографах). Эта шкала не вращается, она неподвижна. Верные признаки тахиметрической шкалы: надпись «Tachymeter» и метки — «60» напротив отметки «12 часов» и «120» напротив отметки «6 часов».

## Назначение
Тахиметр предназначен для расчета скорости на основании времени в пути. Чтобы его использовать, нужно запустить хронограф (либо начать измерение, когда секундная стрелка находится у нулевой отметки). После преодоления дистанции в 1 км хронограф останавливают (либо засекают положение секундной стрелки). Отметка на тахиметрической шкале, напротив которой остановилась секундная стрелка, и есть скорость в км/ч. Можно измерять скорость в чём угодно — в километрах, сухопутных или морских милях. Проезжаете базовый отрезок, отмечаете положение секундной стрелки — получаете вашу скорость в базовых отрезках в час.
Для определения производительности труда в час измеряется время, необходимое для производства одного изделия. Секундная стрелка на шкале хронографа покажет количество произведенной продукции в час.

## Описание
Вся суть тахиметра довольно проста. Скорость = расстояние / время. Шкала тахиметра вычисляет простую функцию: тахиметр = 3600 / время в секундах. Соответственно, если вы проезжаете километр за одну минуту, ваша скорость составит 3600 / 60 с = 60 км/ч. Если вы едете по автомагистрали со скоростью 120 км / в час, вы проедете километр за 30 с. Соответственно, в момент пересечения километровой отметки секундная стрелка будет напротив отметки «120» на тахиметрической шкале и покажет вашу скорость.
Для скоростей ниже 60 км/ч бывают нанесены дополнительные метки на тахиметрической шкале, которые вступают в действие после второго или даже третьего оборота секундной стрелки. В этом случае на втором обороте стрелки измеряются скорости от 60 км/ч до 30 км/ч, на третьем – от 30 км/ч до 20 км/ч. Часть разметки шкалы для первого оборота стрелки, например для скоростей свыше 300 км/ч, может быть заменена разметкой для второго оборота.
На том же принципе по окружности циферблата могут быть нанесены и другие шкалы, например, телеметрическая. Она предназначена для определения расстояния до объекта по звуку, и основывается на относительно постоянной скорости движения звука в воздухе при определённой температуре. Работа с ней как правило основывается на измерении времени между вспышкой света (удар молнии или выстрел из артиллерийского орудия), достигающей наблюдателя с очень большой скоростью и доходящим до наблюдателя позже звуком от данного события. Например, для определения расстояния до эпицентра грозы: запускаем хронограф одновременно со вспышкой молнии и останавливаем с первым раскатом грома. Секундная стрелка будет показывать на расстояние до грозы.